# Milaan-San Remo 2001
De wielerklassieker Milaan-San Remo 2001 werd gereden op zaterdag 24 maart 2001. De koers werd gewonnen door Erik Zabel, die de race voor de vierde keer won. Hij reed de 287 kilometer uit in 7 uur, 23 minuten en 13 seconden.
Zabel werd voor de vierde keer in vijf jaar gehuldigd in de openingsklassieker. Zijn zegereeks werd slechts onderbroken in 1999, toen hij zich liet verrassen door een demarrage van de Belgische Rus Andrei Tsjmil. In de Italiaanse pers kreeg Zabel de vleiende bijnaam Der Kaiser toebedeeld, naar het voorbeeld van de Duitse voetballer uit de jaren zeventig, Franz Beckenbauer. "Zolang ik plezier heb op de fiets, denk ik niet aan stoppen. En dat plezier heeft niks met winnen of verliezen te maken", verklaarde de 30-jarige Zabel naderhand.

## Uitslag
| Milaan–San Remo 2001 |                   |                              |          |
| Plaats               | Naam              | Ploeg                        | Tijd     |
| Winnaar              | Erik Zabel        | Team Telekom                 | 7u23'13" |
| 2                    | Mario Cipollini   | Saeco Macchine per Caffè     | z.t.     |
| 3                    | Romāns Vainšteins | Domo-Farm Frites-Latexco     | z.t.     |
| 4                    | Biagio Conte      | Saeco Macchine per Caffè     | z.t.     |
| 5                    | Paolo Bettini     | Mapei-Quick Step             | z.t.     |
| 6                    | Gabriele Colombo  | Cantina Tollo-Acqua e Sapone | z.t.     |
| 7                    | Gabriele Balducci | Tacconi Sport-Vini Caldirola | z.t.     |
| 8                    | Markus Zberg      | Rabobank                     | z.t.     |
| 9                    | George Hincapie   | US Postal                    | z.t.     |
| 10                   | Rolf Sørensen     | CSC-Tiscali                  | z.t.     |
|                      |                   |                              |          |
| 13                   | Peter Van Petegem | Mercury-Viatel               | z.t.     |
| 21                   | Erik Dekker       | Rabobank                     | + 50"    |

1907 · 1908 · 1909 · 1910 · 1911 · 1912 · 1913 · 1914 · 1915 · 1916 · 1917 · 1918 · 1919 · 1920 · 1921 · 1922 · 1923 · 1924 · 1925 · 1926 · 1927 · 1928 · 1929 · 1930 · 1931 · 1932 · 1933 · 1934 · 1935 · 1936 · 1937 · 1938 · 1939 · 1940 · 1941 · 1942 · 1943 · 1944 · 1945 · 1946 · 1947 · 1948 · 1949 · 1950 · 1951 · 1952 · 1953 · 1954 · 1955 · 1956 · 1957 · 1958 · 1959 · 1960 · 1961 · 1962 · 1963 · 1964 · 1965 · 1966 · 1967 · 1968 · 1969 · 1970 · 1971 · 1972 · 1973 · 1974 · 1975 · 1976 · 1977 · 1978 · 1979 · 1980 · 1981 · 1982 · 1983 · 1984 · 1985 · 1986 · 1987 · 1988 · 1989 · 1990 · 1991 · 1992 · 1993 · 1994 · 1995 · 1996 · 1997 · 1998 · 1999 · 2000 · 2001 · 2002 · 2003 · 2004 · 2005 · 2006 · 2007 · 2008 · 2009 · 2010 · 2011 · 2012 · 2013 · 2014 · 2015 · 2016 · 2017 · 2018 · 2019 · 2020 · 2021 · 2022 · 2023 · 2024 · 2025
Lijst van beklimmingen